# ニュー・ローズ
「ニュー・ローズ」（New Rose）は、ダムドが1976年にデビュー・シングルとして発表した楽曲。

## 解説
イギリスのパンク・シーンにおける初のシングルとして知られている。1976年8月にスティッフ・レコードからソロ・デビューを果たしていたニック・ロウがプロデュースを担当した。レコーディングは9月17日の午後だけで完了して、翌月には早くも店頭に並ぶこととなった。
B面「ヘルプ」はビートルズのカヴァーで、アルバム『地獄に堕ちた野郎ども』（1977年）のオリジナルLPには収録されなかった。
発表当時は全英シングルチャート入りしなかったが、1986年に本シングルが再発されると、5週に渡ってチャート・インを果たし、最高81位に達した。

## カヴァー
- レイチェル・スウィート - 『汚れなき憧れ』（1980年）に収録[4]。
- THE STAR CLUB - カヴァー・アルバム『GOD SAVE THE PUNK ROCK』（1987年）に収録。
- ポイズン・アイディア - カヴァー・アルバム『Pajama Party』（1992年）に収録[5]。
- ガンズ・アンド・ローゼズ - カヴァー・アルバム『ザ・スパゲッティ・インシデント?』（1993年）に収録。リード・ボーカルはダフ・マッケイガンによる。
- 清春 - シングル「アロン」に収録。